# 주나이지리아 한국문화원
주나이지리아 한국문화원(Korean Cultural Center, Nigeria)은 나이지리아 아부자에 위치한 한국문화원의 지부이다. 2010년 5월에 설립되었으며, 다른 한국문화원과 마찬가지로 대한민국 정부가 운영하는 해외문화홍보원에서 운영한다.나이지리아 시민들을 대상으로 다양한 한국 문화 행사를 주최한다.